# فرودگاه کمس کریک
فرودگاه کمس کریک (به انگلیسی: Kemess Creek Airport) یک فرودگاه خصوصی است که یک باند فرود شن دارد و طول باند آن ۱۴۲۴ متر است. این فرودگاه در کشور کانادا قرار دارد و در ارتفاع ۱۲۷۷ متری از سطح دریا واقع شده است.